# San Cristóbal de la Barranca
San Cristóbal de la Barranca è un comune del Messico, situato nello stato di Jalisco, il cui capoluogo è la località omonima.